# سارا ملدونادو
نورا جرينوالد (بالإسبانية: Sara Maldonado)‏ (ولدت سارا ملدونادو فوينتس بتاريخ 10 مارس 1980 في خالابا٬ ولاية فيراكروز، بالمكسيك) وهي ممثلة مكسيكية.

## حياتها الشخصية
في 13 ديسمبر 2007 تزوجت سارا من المنتج السينمائي بيلي روفزار. وفي فيفري 2011 أعلن الثنائي خبر طلاقهما.

## روابط خارجية
- سارا ملدونادو على موقع IMDb (الإنجليزية)
- سارا ملدونادو على موقع قاعدة بيانات الفيلم (الإنجليزية)